# Tulbaghia
Genre
Synonymes
- Omentaria  Salisb. (1866)
- Prototulbaghia   Vosa   (2007)

Tulbhagia est un genre de plantes herbacés, pérennes et bulbeuses avec environ 30 espèces originaires de l'Afrique, appartenant à la famille des Amaryllidaceae. L'aire de répartition indigène de ce genre va du Cameroun et du sud-ouest de la Tanzanie jusqu’en  Afrique du Sud .

## Taxonomie
Ce genre a été décrit par Carl von Linné et publié sur Mantissa Plantarum 148, 223 en 1771 .
L'espèce type est: Tulbaghia capensis L.
Etymologie
Tulbaghia: Nom générique qui a été nommé en l'honneur de Ryk Tulbagh (1699-1771) , un gouverneur du Cap de Bonne-Espérance, de 1751 à sa mort en 1771.

## Liste des espèces
Les espèces de Tulbaghia sont: 
- Tulbaghia acutiloba Harv.
- Tulbaghia aequinoctialis Welw. ex Baker
- Tulbaghia affinis Link
- Tulbaghia alliacea L.f.
- Tulbaghia bragae Engl.
- Tulbaghia calcarea Engl. & K.Krause
- Tulbaghia cameronii Baker
- Tulbaghia capensis L.
- Tulbaghia coddii Vosa & Burb.
- Tulbaghia cominsii Vosa
- Tulbaghia dregeana Kunth
- Tulbaghia friesii Suess.
- Tulbaghia galpinii Schltr.
- Tulbaghia hypoxidea Sm.
- Tulbaghia leucantha Baker
- Tulbaghia ludwigiana Harv.
- Tulbaghia luebbertiana Engl. & K.Krause
- Tulbaghia macrocarpa Vosa
- Tulbaghia montana Vosa
- Tulbaghia natalensis Baker
- Tulbaghia nutans Vosa
- Tulbaghia pauciflora Baker
- Tulbaghia rhodesica R.E.Fr.
- Tulbaghia simmleri P.Beauv.
- Tulbaghia tenuior K.Krause & Dinter
- Tulbaghia transvaalensis Vosa
- Tulbaghia verdoornia Vosa & Burb.
- Tulbaghia violacea Harv.
- Tulbaghia x aliceae Vosa